# Steer-by-Wire

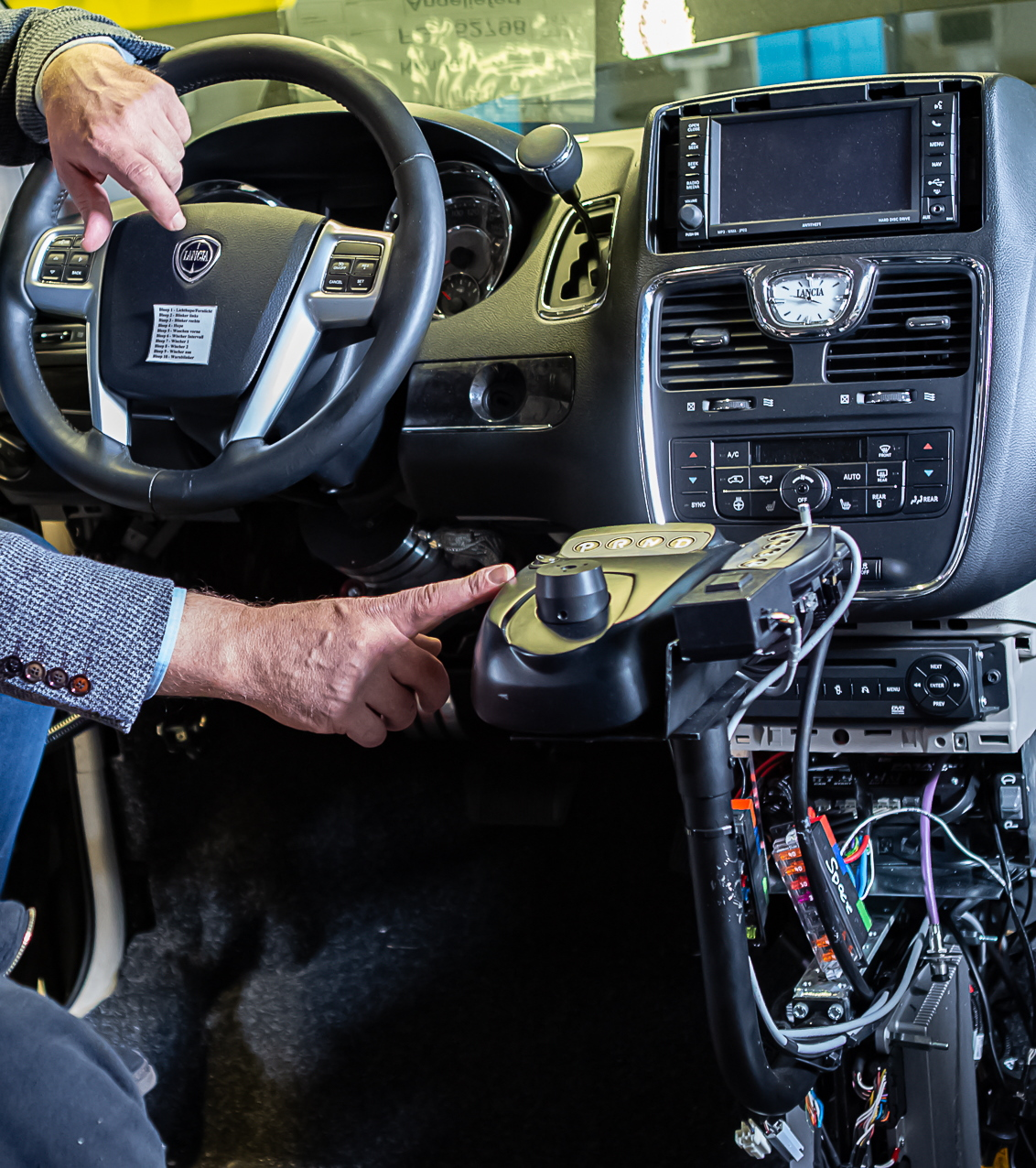
Steer-by-wire-Anwendung in einem behindertengerechten Fahrzeug

Unter Steer-by-Wire versteht man ein System in der Fahrzeugtechnik, bei dem ein Lenkbefehl von einem Sensor (insbesondere dem Lenkrad) über eines oder mehrere Steuergeräte ausschließlich elektrisch zum elektromechanischen Aktor, der den Lenkbefehl ausführt, weitergeleitet wird. Es besteht bei einem solchen System keine mechanische Verbindung zwischen Lenkrad und gelenkten Rädern. Systeme mit mechanischer Rückfallebene werden als Hilfskraftlenkanlage, solche mit ausschließlich elektronischer oder hydraulischer Rückfallebene als Fremdkraftlenkanlage klassifiziert.
In der Luftfahrt ist das analoge Fly-by-Wire mit seiner hohen Redundanz des Lenksystems schon lange Realität. Bei Straßenverkehrsfahrzeugen sind analoge Systeme in Sonderfahrzeugen und als Hilfslenkanlage (Nachlauf-Lenkachse) weit verbreitet.
Eine Zulassung von reinem Steer-by-Wire ist in der EU laut ECE R79 zulässig, denn ohne Lenksäule würde Gewicht gespart und die Insassensicherheit gesteigert werden. Auch wäre es einfacher, Modelle für Rechts- und Linksverkehr zu entwickeln.
Bisher gibt es weltweit nur zwei derartige Serien-PKW, den Infiniti Q50; dieser stellt im Fehlerfall die mechanische Verbindung über eine Kupplung wieder her, sowie den Tesla Cybertruck.
Verbreitet ist Steer-by-Wire in Fahrzeugen für Behinderte, z. B. von der Firma Paravan.

## Vorteile
Experten sehen in der Steer-by-Wire-Technologie ein erhebliches Zukunftspotenzial zur Verbesserung des Fahrverhaltens, insbesondere in Kombination mit dem autonomen Fahren.
- Mechanische Komponenten werden durch elektrische Komponenten ersetzt. Dadurch ergeben sich Vorteile beim Bauraum, Montage, den Links- und Rechtslenkervarianten und beim Crash-Verhalten.[6]
- Die Lenkübersetzung zwischen Lenkrad und den Vorderrädern kann kontinuierlich adaptiert werden, beispielsweise abhängig von der Geschwindigkeit oder der Querbeschleunigung, um ein optimales Fahrverhalten zu erzielen.[7]
- Der Lenkausschlag kann den fahrdynamischen Gegebenheiten angepasst werden. So kann die Funktion des ESP um einen Lenkwinkelausschlag erweitert werden.
- Wie bei Überlagerungslenkungen ist es möglich, bestimmte Störungen zu unterdrücken, z. B. Ripple-Unterdrückung, Entfall der Giermomentenabschwächung beim ABS, Reduktion von Seitenwindstörungen.
- Die Rückmeldekräfte an den Fahrzeugführer können wahlfrei eingestellt werden.
- Im Vergleich zur Servolenkung herkömmlicher Art kann der Hilfsenergieverbrauch reduziert werden.
- Kein störend mitdrehendes Lenkrad beim autonomen Fahren.[8][9]
- Raumgewinn für ein neues Cockpit-Design[10] sowie neue softwaregestützte, sicherheitsrelevante und vernetzte Möglichkeiten für die Interaktion zwischen Fahrer und Fahrzeug.[11]
- Die Produktionskosten von Autos könnten in Zukunft damit gesenkt werden.[12]

## Einsatz bei Pkw und Rennwagen
1996 wurde Steer-by-Wire erstmals von der Daimler AG in dem Forschungsfahrzeug Mercedes-Benz F 200 präsentiert. Das Konzeptfahrzeug besaß Sidesticks statt eines Lenkrads.
Bei heutigen Steer-by-Wire-Systemen sind verschiedene Optionen zur Lenkungsgestaltung (z. B. elektronische Rückführungsgrößen, Lenkübersetzung und Lenkraddesign) in der Diskussion. Ziel ist eine intuitive Bedienlogik und ein fahrertypabhängiges Lenkgefühl, das eine exakte und somit sichere Lenkung ermöglicht. Um dem Autofahrer das korrekte Fahrbahngefühl zu vermitteln, müssen beispielsweise Stöße von den Rädern elektromechanisch auf das Lenkrad übertragen werden.
Ursprünglich für Behinderten-Fahrzeuge konzipiert, hat das Unternehmen Paravan die Technologie zu einem Space Drive genannten System weiterentwickelt und zu diesem Zweck mit der Schaeffler-Gruppe im Oktober 2018 das Joint Venture Schaeffler-Paravan Technologie GmbH & Co.KG gegründet. Zu Testzwecken wird das System, das nicht nur die Lenkung, sondern auch Bremsen und Getriebe elektronisch steuert, in Rennwagen genutzt: Erstmals eingesetzt wurde es in einem Audi R8 LMS GT3 am 14./15. Juni 2019 auf dem Nürburgring im damaligen DMV GTC (heute GTC Race). 2020 starteten im GTC Race bis zu vier Fahrzeuge mit der neuen Technologie.
Im Jahr 2021 wurde der Space Drive schon von drei Teams in der DTM-Rennserie, GTC Race, sowie in 24-Stunden-Rennen eingesetzt. 2022 folgte der erste Einsatz der Technologie in einem offiziellen Rallye-Rennen, dem letzten Saisonlauf der Deutschen Rallye-Meisterschaft.
Ein mit Space Drive ausgerüsteter Tesla Model 3 ist das erste in Deutschland zugelassene Straßenfahrzeug ohne mechanische Lenksäule. Auf der IAA Mobility 2021 wurde die dritte Generation der Technologie vorgestellt. Das dreifach redundante System arbeitet mit einer mechatronischen Aktuatorik und soll die Integration in bestehende Fahrzeugarchitekturen und Assistenzsysteme vereinfachen.
Toyota wird das Elektroauto bZ4X ab 2022 optional mit Steer-by-wire anbieten. Hierdurch soll ein vollständiger Lenkeinschlag innerhalb eines Lenkradwinkels von 150 Grad ermöglicht werden.

## Sicherheitsaspekte
Bei Ausfall des Systems hängt es vom Aufbau des Systems ab, ob das Fahrzeug noch lenkbar ist. Wenn in einem klassischen System die Lenkhilfe durch einen Stellmotor ersetzt wird und die Radwinkel über ein Lenktrapez gesteuert werden, ist bei Ausfall die Lenkfähigkeit nicht sichergestellt.
Die Normen für sicherheitsrelevante elektronische Systeme sind in der 2011 in Kraft getretenen und 2018 überarbeiteten ISO 26262 definiert. In Deutschland benötigen Fahrzeuge, die mit Steer-by-Wire ausgerüstet sind, eine sogenannte Rückfallebene. Dabei kann es sich um ein paralleles Bordnetz, ein mechanisches oder hydraulisches Lenksystem handeln, das bei einem Ausfall des Steer-by-Wire einspringt.
Die aktuelle Entwicklung im Kraftfahrzeugbau tendiert dazu, alle Fahrzeugführerbefehle nur noch elektrisch weiterzuleiten. Systeme wie das Brake-by-Wire, Shift-by-Wire und Steer-by-Wire sind zurzeit Gegenstand ausgiebiger Untersuchungen. Eine Zulassung von Steer-by-Wire ist in Deutschland und anderen Ländern davon abhängig, dass die Hersteller nachweisen, dass es mindestens genauso ausfallsicher ist wie eine konventionelle Lenkung. Die Erfüllung dieser Forderung bei einer wirtschaftlichen Produktion ist die Herausforderung bei der Entwicklung und der Hauptgrund, warum Steer-by-Wire nur in Einzelfällen die Großserienreife erreicht hat. Neue technologische Entwicklungen relativieren dieses Hemmnis, da auch bei künftigen autonomen Fahrzeugen derartige Redundanzen erforderlich sind.

## Einsatz im Sonderfahrzeugbau
Im Sonderfahrzeugbau ist Steer-by-Wire seit über 40 Jahren bekannt. Die ersten Systeme wurden in den 1970er Jahren für Schwerlastfahrzeuge entwickelt. Als elektronisches Lenkrad wird hier ein sogenannter Lenkkraft-Simulator eingesetzt, welcher zum einen den Lenkeinschlag des Lenkrads erfasst, zum anderen mittels einer integrierten elektrisch betätigten Bremse eine variable Lenkkraft sowie einen mechanischen Endanschlag simuliert. Die Lenkbewegung wird elektronisch-hydraulisch über Proportionalventile erzeugt, welche von einem elektronischen Steuergerät angesteuert werden. Die Lenkwinkel der Räder werden über Ist-Wert-Geber zurückgelesen, wodurch ein geschlossener Regelkreis entsteht. Heute sind Steer-by-Wire-Lenksysteme Standard in allen Applikationen, in denen entweder mehrere Achsen in einer bestimmten Geometrie zueinander gelenkt werden müssen oder aber die erforderlichen Lenkkräfte für konventionelle Fremdkraft unterstützte Lenkungen zu hoch sind. Ein weiterer Vorteil der Steer-by-Wire-Technik liegt in der Möglichkeit, Spurführungs- oder Navigationssysteme zu integrieren. Steer-by-Wire-Systeme sind weit verbreitet in Schwerlast-Fahrzeugen, Flugzeugen, Flugzeugschleppern, Straddle-Carriern, Reachstackern oder auch Kommissionierstaplern.

## Nachlauf-Lenkachse

### LKW
Eine Sonderform des Steer-by-Wire stellt die sogenannte Hilfslenkanlage (engl. ASE = auxiliary steering equipment) dar. Hierbei wird die Hinterachse eines Nutzfahrzeugs entsprechend dem von der Hauptlenkanlage (Vorderachse) vorgegebenen Lenkwinkel nachgeführt. Die Fahrtrichtung des Fahrzeugs wird also konventionell über eine fremdkraftunterstützte, mechanisch durchgetriebene Lenkanlage vorgegeben, Hinterachsen werden im Sinne eines mechanisch entkoppelten, elektronisch geregelten Systems nachgeführt. Der Lenkwinkel der Vorderachse wird mittels eines Sensors erfasst. Aus dem Lenkwinkel, der Achsgeometrie und der Fahrzeuggeschwindigkeit wird in einem elektronischen Steuergerät ein Sollwert gebildet, nach welchem die Hinterachse meist über einen elektronisch-hydraulischen Regelkreis gelenkt wird. Typische Anwendungen sind dreiachsige Busse, Verteiler-LKW oder Mobilkrane. Durch die Lenkung der Hinterachsen, vielfach Nachlauf- oder Vorlaufachsen, wird der Reifenverschleiß reduziert und die Wendigkeit des Fahrzeugs verbessert. Die ersten Hilfslenksysteme wurden bereits Anfang der 80er Jahre von der Firma Mobil-Elektronik GmbH vorgestellt.

### Sportwagen
Seit den 80er Jahren gibt es Sportwagen mit Allradlenkung, seit Ende der 00er Jahre kommt für die Hinterachse eine elektronische Lenkungen zum Einsatz.